# Vícenice
Vícenice è un comune ceco situato nel distretto di Třebíč, nella regione di Vysočina.